# Lauzun
 Lauzun  es una población y comuna francesa, en la región de Aquitania, departamento de Lot y Garona, en el distrito de Marmande y cantón de Lauzun.
Posee una iglesia ojival con un campanario del siglo XI, y un castillo renacentista. Este último perteneció a Nompar de Lauzun, al que Luis XIV otorgó el título de duque en 1692.

## Demografía
| 1086 | 1043 | 942 | 776 | 766 | 778 |
| Para los censos de 1962 a 1999 la población legal corresponde a la población sin duplicidades (Fuente: INSEE [Consultar]) |      |     |     |     |     |